# 大宇K12通用機槍
K12通用機槍（定型前稱：XK12）是一款由南韓S&T Motiv大宇集团（前稱：大宇精密工業）所設計和生產的通用機槍，用以取代大韓民國國軍以內裝備的舊型M60通用機槍，發射7.62×51毫米北约口徑步枪子彈。
2009年，K12的原型（XK12）在首爾ADEX國際航空航天與防務展期間，首度向公眾展示。

## 歷史
越南战争期間，南韓曾經派遣國軍內數量相當的精銳部隊（比如青龍部隊）到越南，支援美軍以換取美國金援。當時美國向南韓國軍提供M60通用機槍作為軍事援助，這型機槍很快就由大宇精密工業（現在為S&T Motiv）得到特許生產。從1970年到1990年，M60一直是南韓制式通用機槍，由步兵手持，或架設在車輛和直升機以上使用。由於南韓國軍深受美國軍事主義的影響，1980年代美国陆军採用M249班用自動武器時，南韓陸軍和海軍陸戰隊跟隨其腳步，推出了大宇K3輕機槍，一種可謂FN Minimi輕機槍的“韓國化”版本輕機槍，供步兵班用作自動武器。當2000年代，老化的M60首先需要被替換下來時，排級機槍的地位由K3取代，後者將步兵排當中的中型機槍排除掉，但這背離了使用中型機槍進行排級火力支援的美國主義。M60仍然在車輛和航空器以上使用，但即使是一些南韓生產的装甲车也只架設K3。
由於K3至今仍在生產中，而M60的生產線早已關閉，南韓軍隊似乎很明顯地會以後者用於替代M60。然而，由於5.56×45毫米北約口徑子彈的射程較短，而且火力有限，南韓坦克、裝甲車和直升機上仍然保留著發射7.62×51毫米北約口徑彈藥的M60衍生型。大多數M60的運作仍然相當良好，軍方不想花錢尋找用以替換的通用機槍，選擇使用他們的預算專注於更昂貴和高價值的資產。直到2006年，南韓陸軍開始研製南韓國產中型多用途直升機，即“韓國通用直升機”之時，終於開始尋找新型中型機槍。新型直升機創造了他們對新型機槍的需求，如同從越南戰爭中撤出至今的UH-1H「休伊」和它們架設的M60依然存在。陸軍將領最初試圖從外國供應商那裡購入現貨，特別是埃斯塔勒國營工廠M240H，但陸軍和S&T Motiv的其他人則利用這個機會，研製一款南韓國產的7.62毫米口徑機槍。
2010年7月開始，S&T Motiv以XK12的名義進行研發。在開始時原型槍架設於KUH-1「Surion」直升機原型機以上並且進行測試時，他們已經發射了300,000發子彈並無出現任何嚴重問題。2012年，XK12獲採用後被命名為K12輕機槍，並且用作南韓通用直升機的制式裝備。目前，K12僅用於計劃中的300架直升機以上，但亦有可能擴大其使用範圍。南韓陸軍裝備了2,300輛坦克，而每輛坦克通常架設兩挻M60通用機槍，其他類似的車輛則架設一挻M60。此外，南韓在伊拉克和阿富汗執行联合国維和任務的經歷，讓兵士們都希望中型機槍能夠重返步兵裝備列當中。一旦韓國大量軍購，稍後還可能會開拓其出口市場。

## 設計細節
K12基於K3（FN Minimi的“韓國本土”型）的設計、佈局以至使用長行程導氣活塞和轉拴式槍栓的功能這一切，在意義上與FN Minimi 7.62、Mk 48 Mod 0/1、HK MG5與IWI內蓋夫NG7這些從5.56×45毫米北約口徑的轻机枪放大口徑為7.62×51毫米北約口徑的通用機槍相似。
它藉由STANAG M13金屬製可散式彈鏈鏈鈎供彈，不可使用彈匣等供彈具。横閂式保險與大宇K3／FN Minimi一樣，机匣由钢壓製成而供彈機盤則是鋁合金製成。儘管在設計上相似，但機匣和其他重要部件都被放大以容納更大的彈藥。K12對於12公斤（26.46磅）的槍械類別而言實在有點沉重，主要原因是它作為一挻將手槍握把、鐵鏟型握把和與FN Minimi傘兵型的設計相似的內置鋼制管狀滑動式槍托都全部同時裝上的機槍，設計目的是為了由將其拆卸的操作手將它迅速轉換成為在地面上射擊的機槍；鐵鏟型握把可以藉由取出兩顆固定銷釘後，與扳機聯動桿組件一併加以移除，然後就可展開其內置槍托，成為地面上使用的輕機槍。標準機槍功能包括折疊式（K3樣式）兩腳架、快速更換式槍管、氣體調節器，和（M240H樣式）消焰器。它還裝有一個可折疊式網狀防空瞄準具，可用以在直升機上射擊；同時亦裝上了可折疊的立框式標尺型瞄準具，以進行更精確的瞄準射擊。瞄準具都裝設在機匣蓋頂部的MIL-STD-1913戰術導軌上，而導軌亦安裝在供彈機蓋和護木的兩側。目前K12還沒有可選用的雷射瞄準器或是光学瞄准镜，但官方預計在不久的將來會配備某型光電附件。

## 衍生型
2015年，S&T Motiv推出了K12的同軸機槍型號XK-12C1，配備了更重型的槍管和電子控制擊發系統。它的設計是用以替代目前安裝在許多車輛跟戰車的M60C同軸電子控制擊發機槍，因為M60已正在接近其使用壽命，很快就需要退役。

## 使用國
- - 大韓民國國軍

## 資料來源
1. ↑  .   [2018-01-29]. （原始内容存档于2016-09-25）.
2. ↑  .   [2018-01-29]. （原始内容存档于2014-11-29）.
3. ↑  . Army Recognition.   [2018-01-29]. （原始内容存档于2010-06-07）.
4. 1 2 3 4  K12 South Korean Light Machine Gun （页面存档备份，存于） - SAdefensejournal.com, 12 September 2014
5. ↑  ADEX 2015 （页面存档备份，存于） - SAdefensejournal.com, 5 August 2016

## 外部連結
- （英文）—Modern Firearms—Daewoo ХK12 （页面存档备份，存于）
- （英文）—S&T Motiv (Daewoo) K12 General Purpose Machine Gun (GPMG) （页面存档备份，存于）
- （俄文）—Пулемёт S&T Motiv K12 (Южная Корея. 2009 год) （页面存档备份，存于）